# Kurt Atterberg
Kurt Magnus Atterberg (Gotemburgo, 12 de diciembre de 1887-Estocolmo, 15 de febrero de 1974) fue un compositor y director de orquesta sueco conocido por sus obras sinfónicas, óperas y ballets.

## Trayectoria
Estudió violonchelo, instrumento que posteriormente tocaría ocasionalmente en orquestas. Publicó su primera obra, una Rapsodia para piano y orquesta, Opus 1, en 1908. Dos años después, hizo llegar dicha rapsodia y una versión incompleta de su Sinfonía nº.1 en mi menor al Conservatorio de Estocolmo, a fin de ser admitido en el mismo. En él estudió composición y orquestación, mientras recibía instrucción simultáneamente en el “Real Instituto de Tecnología”, donde obtendría su graduación como ingeniero en 1911.
Desde 1912 y hasta 1968 Atterberg trabajó en la "Oficina Sueca de Patentes y Registros", en la que alcanzaría la jefatura de una sección en 1937. En 1912, hizo su debut como director de orquesta dirigiendo su propia Primera Sinfonía. En 1916 fue promovido al puesto de Maestro del “Real Teatro Sueco” de Estocolmo, puesto que ostentaría hasta 1922. Desde 1919 hasta 1957 ejerció la crítica musical para el diario Stockholmstidningen.
En 1924, Atterberg colaboró en la fundación de la "Sociedad de Compositores Suecos" y la "Sociedad para los Derechos de los Artistas Suecos" (una organización similar a la ASCAP). En 1926 fue nombrado miembro de la "Real Academia Sueca de Música", de la que fue secretario entre 1940 y 1953.
Al tiempo que componía una ópera sobre los vikingos, Härvard Harpolekare, Atterberg escribió también su "Sinfonia Piccola" (Sinfonía nº. 4 en sol menor, Opus 14) inspirada en una antología de aires folclóricos suecos publicada en 1875.
En 1928, con motivo del centenario de Franz Schubert, la casa discográfica “Columbia Grammophone Company” patrocinó un concurso destinado a la composición de una sinfonía inspirada en la “Sinfonía nº. 8” (“Incompleta”) del maestro austríaco. Atterberg obtuvo el primer premio, dotado con 10 000 dólares son su Sinfonía nº. 6. Esta obra fue grabada por Sir Thomas Beecham y posteriormente por su mismo autor.
Atterberg falleció en Estocolmo el 15 de febrero de 1974. Una vez dijo que: "Los rusos, Johannes Brahms, Max Reger; éstos fueron mis ideales". En efecto, la música de Atterberg combina la influencia de estos compositores con los temas del folclore sueco.

## Composiciones
- Op. 1: Rapsodia para piano y orquesta
- Op. 2: Cuarteto para cuerdas n.º.1
- Op. 3: Sinfonía n.º. 1 en Si menor
- Op. 4: Concierto obertura en La menor
- Op. 5 Det är sabbatsdag i bygden (barítono y orquesta)
- Op. 6: Sinfonía n.º. 2 en Fa mayor
- Op. 7: Concierto para violín en Mi menor
- Op. 8: Requiem (solistas, coro y orquesta)
- Op. 9: Per Svinaherde (ballet)
- Op. 10: Sinfonía n.º. 3 en Re mayor
- Op. 11: Cuartero para cuerda n.º. 2
- Op. 12: Härvard Harpolekare (ópera)
- Op. 13: Perseus och vidundret
- Op. 14: Sinfonía n.º. 1 en Sol menor
- Op. 15: 2 Höstballader (piano)
- Op. 16: Järnbäraland (solistas, coro y orquesta)
- Op. 18: Der Sturm
- Op. 19.1: Suite n.º. 3 (violín, viola y orquesta de cuerdas)
- Op. 19.2: Suite n.º. 4 Turandot (cuarteto de cuerdas)
- Op. 20: Sinfonía n.º. 5 en Re menor
- Op. 21: Concierto para violonchelo en Do menor
- Op. 23: Suite n. 5 Barrocco
- Op. 26: Rondeau retrospectif
- Op. 28: Concierto para trompa en La menor
- Op. 29: Suite n. 7 Antonio y Cleopatra
- Op. 30: Suite n. 6 Leyenda oriental
- Op. 31: Sinfonía n.º. 6 en Do mayor
- Op. 33: Älven - från fjällen till havet (poema sinfónico)
- Op. 34: Suite n. 8 Pastoral antigua
- Op. 36: En värmlandsrapsodi
- Op. 37: Concierto para piano en Si bemol menor
- Op. 38: Ballade and Passacaglia
- Op. 40: Kungahyllning
- Op. 41: Concierto obertura en estilo popular
- Op. 42: Rondeau caracteristique
- Op. 43: Aladdin (5 piezas)
- Op. 44: Aladdin (Obertura)
- Op. 45: Sinfonía n.º. 7
- Op. 47: Suite n. 9 Dramática
- Op. 48: Sinfonía n.º. 8
- Op. 51: Ritmos indios
- Op. 52: Daldansen
- Op. 54: Sinfonía n.º. 9
- Op. 57: Doble concierto para violín, violonchelo y orquesta de cuerdas